# Ron Matthews
Ronald "Rebel" Matthews – perkusista heavymetalowego zespołu Iron Maiden. Grał w grupie w czasie dwóch pierwszych lat jej istnienia - w 1975, 1976 i w początkach 1977. Był pierwszym członkiem grupy zwerbowanym przez Steve'a Harrisa. Został usunięty z zespołu, gdy Dennis Wilcock, drugi wokalista grupy, przekonał Harrisa, by zbudować skład od nowa. W latach osiemdziesiątych Matthews grał z Torme/Mcoy. 